# Lyrick Studios
Lyrick Studios (antiguamente conocido como The Lyons Group) fue una empresa productora y distribuidora de programas educativos con un enfoque a un público preescolar, con sede en Allen, Texas. La compañía se fundó en 1983 como The Lyons Group y se renombró Lyrick Studios en 1996, pero la compañía desapareció tras ser adquirida por HIT Entertainment en 2001.

## Historia
En 1983 el empresario Richard Charles Leach fundó la compañía, denominada en sus inicios como The Lyons Group, creada para ser una empresa distribuidora de programas independientes en video. En 1987, la nuera de Leach, Sheryl, acude a él para que la ayudara a crear un programa infantil de videos caseros, el cual se llamó Barney y la banda del patio, y posteriormente, tras el éxito que tuvieron dichos videos, en 1992 la compañía junto a Connecticut Public Television producen la serie de televisión Barney y sus amigos. En 1996, la compañía fue renombrada a Lyrick Studios y se centró en programas educativos, especialmente en Barney y sus amigos. También en 1994, se fundó un subdiario de Lyrick Studios llamado "Barney Home Video" que consiste en distribuir Barney y la banda del patio y Barney y sus amigos en vídeo.  En 1995, además empezó a centrarse en distribución de programas de otras empresas como en este caso, Big Idea Productions. En el 9 de febrero de 2001, la empresa fue comprada por HIT Entertainment, y se convirtió en una subsidiaria total de HIT. Sin embargo, tras la muerte de su fundador Richard C. Leach en mayo de 2001, en agosto del mismo año la empresa dejó de estar activa debido a que ninguno de sus hijos decidió hacerse cargo de la empresa, y el 31 de agosto, HIT Entertainment la adquirió totalmente, y la incorporó a la compañía, dejándose de usar el nombre de Lyrick Studios y el logotipo. Sheryl Stamps-Leach, la creadora de Barney, decide abandonar la serie tras este hecho.
A partir de 2004, se usa la empresa como subsidiario, y el nombre y el logotipo también, solamente utilizados para promocionar programas de Barney y Lyrick Studios. En 2005 desapareció el logotipo totalmente tras haber lanzado todas las películas de Barney en Latinoamérica. En 2011 Mattel compra HIT Entertainment, quien absorbió todos los programas de Lyrick Studios. En 2012 el nombre de la empresa desapareció tras dejar de transmitir Barney y sus amigos.

## Proyectos

### Producciones propias
| Nombre                       | Primera fecha de lanzamiento                                                                               | Fecha de lanzamiento final                              | Notas |
| ---------------------------- | --- | ------------------------------------------------------- | --- |
| Barney and the Backyard Gang | 29 de agosto de 1988 (Estados Unidos) 1997 (México)                                                        | 21 de septiembre de 1991 (Estados Unidos) 1998 (México) | Serie piloto directa a vídeo de Barney y sus amigos Todas las canciones fueron dobladas y las letras eran diferentes a la serie original en Español. |
| Barney y sus amigos          | 6 de abril de 1992 (Estados Unidos) 1995 (versión de estudio (México)), 12 de agosto de 1996 (TV (México)) | 31 de agosto de 2001 (Estados Unidos) 2002 (México)     | Franquicia emblemática |
| Wishbone                     | 8 de octubre de 1995 (Estados Unidos) 1998 (México)                                                        | 7 de diciembre de 1997 (Estados Unidos) 2000 (México)   | |
| Pecola                       | 10 de abril de 1998 (Japón) 2001 (Canada), 7 de julio de 2005 (Latinoamérica)                              | 2002 (Canada) 2003 (Japón)                              | Solo el Piloto de EE. UU. (2000) |

### Películas
- Kids for Character (1996)
- Kids For Character: Choices Count (1997)

#### Internacional
- Canadá: Barney: La gran aventura: La película (solo la película fue producida por su misma productora, Lyrick Studios) (1998)

### Producciones distribuidas (solo en Estados Unidos)
- Los Fanguitos (1997-1998)
- VeggieTales (1998-2001)
- Los Wiggles (1999-2001)
- Bob el constructor (Versión norteamericana; 2001)
- Kipper el perro (2001)